# Правосудие моей пятки
«Правосудие моей пятки» (кит. трад. 審死官) — гонконгская комедия 1992 года, снятая режиссёром Джонни То. Главные роли в фильме исполнили Стивен Чоу, Анита Муи, Нг Ман-Тат и Кэрри Нг.
Фильм получил 4 номинации Гонконгской кинопремии и 5 номинаций «Золотой лошади».

## Сюжет
Хитроумный адвокат Сун Сай-Кит (Стивен Чоу) живёт в провинции Гуандун и считается лучшим в своей профессии. Все свои дела он выигрывает любыми необходимыми средствами, в том числе защищающая воров и убийц. Но после смерти своего 13-го сына (ни один из его сыновей не дожил до года) его жена (Анита Муи) стала убеждать Суна уйти с работы. Главный герой решает уйти из юриспруденции и заняться бизнесом, открыв гостиницу в центре города и чайный киоск. Вскоре он обнаруживает, что на покое совершенно нечего делать. Целыми днями Сун слоняется по дому и бьёт баклуши. Вскоре Суну приходится вновь вернуться, когда в его доме оказывается нуждающаяся в помощи беременная девушка (Кэрри Нг), которую её родственники обвиняют в убийстве собственного мужа. 

## В ролях
- Стивен Чоу — Сун Сай-Кит
- Анита Муи — миссис Сун
- Нг Ман-Тат — мировой судья Гуанчжоу Хо Юэ-Да
- Кэрри Нг — Ен Сау-Чун
- Пол Чунь — генеральный инспектор
- Люн Ка-Янь — комиссар из провинции Шаньси
- Эдди Ко — Юнг Чинг
- Мими Чу — Няня
- Кван-Мин Чэн — мировой судья Гуанчжоу Ху
- Юэнь Кин-Тань — госпожа Юй

## Награды и номинации
| Награды и номинации                  | Награды и номинации            | Награды и номинации   | Награды и номинации |
| Премия                               | Категория                      | Лауреат               | Результат           |
| ------------------------------------ | ------------------------------ | --------------------- | ------------------- |
| Азиатско-Тихоокеанский кинофестиваль | Лучший актёр                   | Стивен Чоу            | Победа              |
| Золотая лошадь                       | Лучший полнометражный фильм    | Правосудие моей пятки | Номинация           |
| Золотая лошадь                       | Лучший актёр                   | Стивен Чоу            | Номинация           |
| Золотая лошадь                       | Лучший адаптированный сценарий | Сэнди Шоу             | Номинация           |
| Золотая лошадь                       | Лучший монтаж фильма           | Цзюэ Сань-Гит         | Номинация           |
| Золотая лошадь                       | Лучший оригинальный саундтрек  | Уильям У              | Номинация           |
| 12-я Гонконгская кинопремия          | Лучший сценарий                | Сэнди Шоу             | Номинация           |
| 12-я Гонконгская кинопремия          | Лучший актёр                   | Стивен Чоу            | Номинация           |
| 12-я Гонконгская кинопремия          | Лучшая актриса                 | Анита Муи             | Номинация           |
| 12-я Гонконгская кинопремия          | Лучший художник по костюмам    | Брюс Юй               | Номинация           |